# Dagfin Werenskiold

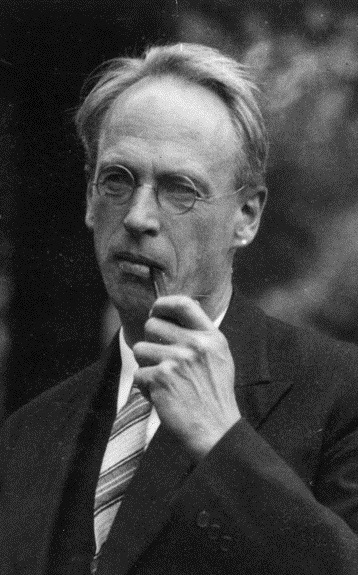
Dagfin Werenskiold

Dagfin Werenskiold (* 16. Oktober 1892 in Bærum; † 29. Juni 1977 ebenda) war ein norwegischer Bildhauer und Maler.
Er war der Sohn von Erik Werenskiold und Bruder des Geologen Werner Werenskiold. Er lernte das Zeichnen von seinem Vater. 1911 begab er sich auf eine Studienreise nach Paris und 1913 in die Provence. Werenskiold hielt sich für weitere Studien 1920 bis 1923 in Frankreich auf. Er bereiste auch Grönland und Italien.
Werenskiold fertigte verschiedene Reliefs, darunter 1937 die Bronzetüren des Osloer Doms mit Szenen von der Bergpredigt. Er erstellte 1958 das Relief Life in the Forest für das St. Olaf College in Northfield, Minnesota. Er schuf das Altarbild der Hornindal kirke (1930) in Hornindal in der Provinz Sogn og Fjordane und der Sandefjord kirke (1963) in Sandefjord in der Provinz Vestfold.
Unter seinen Werken ist das Gemälde von Jørgen Tjønnstaul in der Nationalgalleriet in Oslo, eine Büste von Fridtjof Nansen und das Yggdrasilfrisen im Rathaus Oslo. 1939 illustrierte er ein Schulbuch von Nordahl Rolfsen und Ausgaben norwegischer Märchen.